# كارلوس ستيلا
كارلوس ستيلا (بالإسبانية: Carlos Stella)‏ هو ملحن أرجنتيني، ولد في 1961 في بوينس آيرس في الأرجنتين.

## وصلات خارجية
- كارلوس ستيلا على موقع IMDb (الإنجليزية)